# ブレーズ・サンドラール

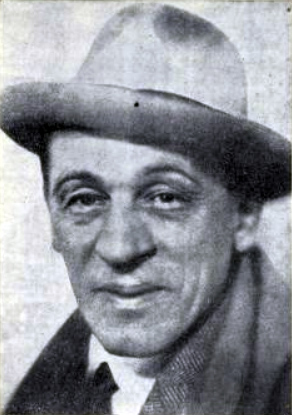
ブレーズ・サンドラール

ブレーズ・サンドラール（Blaise Cendrars, 1887年9月1日 - 1961年1月21日）は、スイス出身でフランスに帰化した詩人、小説家、旅行家。本名はフレデリック・ルイ・ソーゼル（Frédéric-Louis Sauser）。他にも複数のペンネームを持つ。

## 人物
スイスのラ・ショー＝ド＝フォンに生まれ、10代半ばで学業を放棄し、ロシア、中国大陸、ブラジルなど世界各地を放浪、最終的にパリを活動の場所とし、創作活動の傍らマルク・シャガール、フェルナン・レジェ、アメデオ・モディリアーニなどの文化人と交流した。1912年にアメリカ合衆国で発表した長詩『ニューヨークの復活祭』は、アポリネールにも影響を与えたとされる。第一次世界大戦の際にはフランスの外人部隊に入隊するが、1915年に右手を失う重傷を負った。翌年フランス国籍を取得、1919年には処女詩集『全世界』を発表する。戦後は映画や舞台などにも関わり、バレエ・スエドワのためにアフリカの創造神話に基づく『世界の創造』（台本、1923年）を手がけた（音楽はダリウス・ミヨー、美術はフェルナン・レジェ）。その後も詩作のほか、小説作品『金』（1925年）『ダン・ヤックの告白』（1929年）などを発表した。

## 主な日本語訳
- 生田耕作訳『世界の果てにつれてって』
  - 東京創元社、1960年、竹内書店、1969年
  - 白水社「生田耕作コレクション」1989年 - 以下は改訳版
  - 福武文庫、1988年／ちくま文庫、2022年
- 生田耕作訳『黄金　ヨハン・アウグスト・サッター将軍の不可思議な物語』白水社、1986年
- 伊東守男訳『モラヴァジーヌの冒険』河出書房新社、1974年、新版2012年
- 昼間賢訳『パリ南西東北』月曜社、2011年。原書はロベール・ドアノーの写真作品と共作